# 王栋 (1981年)
王栋（1981年9月10日—），男，山东青岛人，中国足球运动员。司职中场。

## 生平

### 职业生涯
王栋在1996年加入长春亚泰梯队，2001年进入一线队。
2005年中甲联赛中，王栋凭借14个进球成为中甲本土射手王。随后，也首次入选了朱广沪执教的中国国家队。2006年中超联赛，身为队长的王栋打入5球，长春亚泰也获得了中超联赛第四名，在对阵陕西的比赛中，王栋的一球45米吊射是中超历史上的第一千球，该进球并入选赛季最佳入球。2007年中超联赛第六轮到第九轮帮助球队得10分，长春亚泰问鼎中超冠军，王栋入选国家队司职前卫，参加2007年亚洲杯和2010年南非世界杯亚洲区预选赛。
2013年，王栋在长春亚泰失去位置，同年二次转会期间，天津泰达有意引进王栋並与杜震宇重组震栋组合，出于保级的需要，长春亚泰并没有将王栋出售给天津泰达，而是租借给了乙级联赛球队山东滕鼎。
2014年1月，长春亚泰与中甲球队重庆力帆正式达成协议，王栋以350万转会费出售给重庆力帆並与球队签约两年。
2016年12月13日，力帆官方宣布王栋将转会天津泰达。